# Сара Лінд
Сара Лінд (англ. Sarah Lind; нар. 22 липня 1982, Реджайна, Канада)  — канадська акторка. Перші ролі отримала у канадському серіалі для підлітків «Наставники». Знялася в українсько-французькому фільмі «Холодна кров».

## Фільмографія
| Рік  | фільм                                     | оригінальна назва                                          | роль                  |
| ---- | ----------------------------------------- | ---------------------------------------------------------- | --------------------- |
| 2005 | Розчленований                             | Severed                                                    | Рита                  |
| 2006 | Блейд (телесеріал)                        | Blade: The Series                                          | Ізабелла              |
| 2007 | Як боягуз Роберт Форд убив Джессі Джеймса | The Assassination of Jesse James by the Coward Robert Ford | подруга Роберта Форда |
| 2007 | Табір                                     | Camp                                                       | дівчина               |
| 2008 | Особисте                                  | Personal Effects                                           | Енні                  |
| 2009 | Запасне скло                              | What Goes Up                                               | Пеггі                 |
| 2014 | Вовк-поліцейський                         | WolfCop                                                    | Джессіка              |
| 2015 | Екзорцизм Моллі Гартлі                    | The Exorcism of Molly Hartley                              | Моллі Гартлі          |
| 2018 | Бюро людяності                            | The Humanity Bureau                                        | Рейчел Веллер         |
| 2019 | Холодна кров                              | Холодна кров                                               | Сара Лінд             |